# Henryk Gadomski
Henryk Gadomski (ur. 5 października 1939 w Tatarach) – polski etnomuzykolog, regionalista, kompozytor i nauczyciel muzyki, dyrygent szkolnego Chóru Cantilena, posiada tytuł honorowy profesora oświaty.

## Życiorys
Syn Stanisława i Marianny z Koczkodanów małżonków Gadomskich. Ukończył szkołę podstawową w Kadzidle, Liceum Pedagogiczne w Ostrołęce, Seminarium Nauczycielskie w Grodzisku Mazowieckim, Państwową Wyższą Szkołę Muzyczną im. Fryderyka Chopina w Warszawie oraz dwuletnie studium doktoranckie na Wydziale Kompozycji Dyrygentury i Teorii Muzyki tejże uczelni.
Uczył wychowania muzycznego w szkole podstawowej w Zawadach, był też jej kierownikiem. W latach 1953–1975 był instruktorem w Powiatowym Ośrodku Metodycznym w Przasnyszu. W Ostrołęce pracował: w Kuratorium Oświaty i Wychowania, w Państwowej Szkole Muzycznej (1975–1982), w Kolegium Nauczycielskim (1982–1992). Jest zatrudniony w II LO im. C.K. Norwida w Ostrołęce.
W 1996 współzałożyciel Związku Kurpiów. Przez dwie kadencje był prezesem Ostrołęckiego Towarzystwa Muzycznego, którego powstanie zainicjował. Założyciel Ostrołęckiego Chóru Nauczycielskiego (1975) oraz młodzieżowego Chóru „Cantilena” (1982), którymi kieruje. Kierownik Regionalnego Zespołu Pieśni i Tańca w Zawadach (1959–1970) oraz Chóru Dziecięcego „Arabeski” w Ostrołęce (od 1992). Przez dwie kadencje był radnym Rady Miasta Ostrołęki.
Kompozytor muzyki, opracowuje melodie kurpiowskie na chór. Opracował Piosenki i tańce kurpiowskie (1981), Śpiewnik Kurpiowski (2010), zredagował reprint Puszczy Kurpiowskiej w pieśni ks. Władysława Skierkowskiego, wydany przez Związek Kurpiów w 1997, oraz dwa tomy niepublikowanych wcześniej materiałów ks. Skierkowskiego, wydanych jako 2 i 3 tom Puszczy Kurpiowskiej w Pieśni (2000, 2003). Był inicjatorem wydania dzieł ks. Skierkowskiego. Napisał książki: Kurpiowskie zespoły folklorystyczne (1982), Ks. Władysław Skierkowski (1984), Kurpiowska muzyka ludowa w edukacji regionalnej dzieci i młodzieży (2001), Bolesław Olbryś – lutnik kurpiowski (1984), Apolonia Nowak – wielka twórczyni kurpiowska (2002), Łączy nas pieśń (2004), Twórczość polskich kompozytorów inspirowana ludową pieśnią kurpiowską (2007). Publikował w czasopismach „Wychowanie Muzyczne w Szkole”, „Twórczość Ludowa”, „Zeszyty Naukowe Ostrołęckiego Towarzystwa Naukowego”.
Jest znawcą gwary kurpiowskiej. Jest współautorem elementarza Mówimy po kurpiowsku oraz Słownika wybranych nazw i wyrażeń kurpiowskich, a także autorem Słownika dialektu kurpiowskiego (2023).
Jest jurorem w konkursach i przeglądach folklorystycznych na poziomie regionalnym („Kurpiowskie Granie” w Lelisie, Jarmark Kurpiowski w Myszyńcu, Kurpiowskie Prezentacje Artystyczne w Ostrołęce) i ogólnopolskim (Ogólnopolski Przegląd Weselnych Zespołów Obrzędowych w Kadzidle).
Mieszka i pracuje w Ostrołęce , zawodowo związany z II Liceum Ogólnokształcącym im. Cypriana Kamila Norwida w Ostrołęce. 
Otrzymał medal pamiątkowy „Pro Masovia” (2011), „Kurpika” 2001 – nagrodę przyznawaną przez Prezesa Związku Kurpiów – w kategorii Ochrona dziedzictwa kulturowego, oraz „Kurpika” 2016 w kategorii Nauka i pióro, Krzyż Kawalerski Orderu Odrodzenia Polski, Złoty Krzyż Zasługi, Odznakę „Zasłużony Działacz Kultury”, Nagrodę im. C.K. Norwida za Puszczę Kurpiowską w Pieśni (2004), Brązowy Medal „Zasłużony Kulturze Gloria Artis”, Odznaki „Za zasługi dla województwa warszawskiego”, „Za zasługi dla miasta Ostrołęki”, „Za zasługi dla województwa ostrołęckiego”, Medal X-lecia Związku Kurpiów „Za zasługi dla regionu kurpiowskiego” oraz Nagrodę Kolberga (2012). 
W 2022 – otrzymał Nagrodę Patrona Szkoły II Liceum Ogólnokształcącego – Promethidion, za osiągnięcia w dziedzinie w dziedzinie twórczości artystycznej i upowszechniania kultury i sztuki. 
Od 2011 ma tytuł Honorowego Obywatela Gminy Kadzidło. 